# Albert Park (Suva)
Pour les articles homonymes, voir Albert Park (homonymie).
L'Albert Park est un jardin public situé à Suva, la capitale des Fidji. Créé en 1880, il porte son nom en l'honneur du prince Albert de Saxe-Cobourg-Gotha, époux de la reine Victoria. Lieu de la cérémonie d'indépendance en 1970, il accueille de nombreuses manifestations culturelles et sportives. Le parc est une des étapes de la première traversée trans-Pacifique réalisée par Charles Kingsford Smith en 1928.

## Historique
L'Albert Park est situé en plein centre de Suva, la capitale des Fidji. Il est entouré par des bâtiments gouvernementaux, le Grand Pacific Hotel (en) et le Fiji Museum.

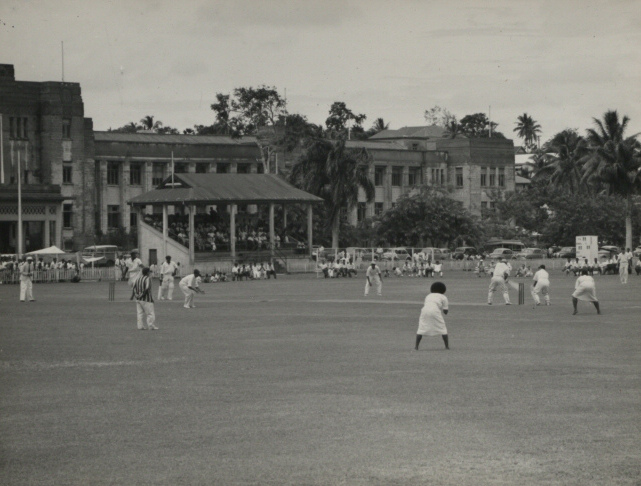
Rencontre de cricket entre Fidji et les West Indies à l'Albert Park dans les années 1950.

Il fait partie d'une ensemble de terrains cédés en octobre 1880 au gouvernement pour faire de Suva la nouvelle capitale administrative du pays. Cette grande plaine de loisir, appelée tout d'abord Cricket Ground and Tennis Courts, reçoit le nom d'Albert Park en l'honneur du prince Albert de Saxe-Cobourg-Gotha, époux de la reine Victoria. Il est utilisé comme terrain de cricket à l'initiative de l'attorney général JS Udal. L'Albert Park accueille, le 27 mars 1905, l'Australie en route pour les États-Unis après une tournée en Nouvelle-Zélande. L'équipe locale marque 91 points et l'Australie 212,. Depuis cette date, 48 rencontres internationales de cricket se sont déroulées dans le parc, notamment les tournois des Jeux du Pacifique de 1979 et de 2003.
Le 6 septembre 1922, cette plaine de jeu devient un parc public. Il accueille son premier test match de rugby à XV le 14 août 1926. Les Fidjiens, opposés à Tonga, s'imposent sur le score de 10 à 3. Le 6 juin 1928, l'Albert Park est le théâtre de l'exploit de Charles Kingsford Smith qui, à bord de son trimoteur Fokker F.VII Southern Cross, réalise la première traversée trans-Pacifique. Parti le 31 mai 1928 d'Oakland en Californie, et après un arrêt à Hawaï, il atterrit après un vol de 5 077 kilomètres d'une durée de 34 heures et 30 minutes. Pour préparer son atterrissage, les autorités fidjiennes coupent les arbres du parc, suppriment les lignes électriques et télégraphiques et aplanissent la pelouse. Un an plus tard, le 25 novembre 1929, autre évènement aéronautique : c'est le premier avion fidjien qui décolle de l'Albert Park.
Les années suivantes, d'autres évènements sportifs ont lieu dans le parc, comme une rencontre de polo en 1935. ainsi qu'en 1951, la première rencontre de l'équipe nationale de football face à la Nouvelle-Zélande. Les visiteurs remportent la rencontre sur le score de six buts à quatre.
En dehors du sport, le parc est également utilisé pour des manifestations publiques. C'est dans son cadre que les chefs tribaux fidjiens lancent un appel au calme après les émeutes de décembre 1959. Le 9 octobre 1970, la cérémonie d'indépendance se déroule dans le parc, en présence du prince Charles et du premier ministre fidjien Ratu Sir Kamisese Mara. L'Albert Park est également le lieu où s'est tenue la cérémonie d'ouverture du deuxième festival de la jeunesse du Pacifique en 2009.
En décembre 2014, des travaux d'un montant de 16 millions de dollars fidjiens, sont votés pour améliorer le drainage du parc. En plus du drainage, l'ancien pavillon, dénommé le Kingsford-Smith Pavilion, d'une capacité de 500 places, est détruit, et un nouveau pavillon, d'une capacité de 1 000, places est construit,.

## Utilisations actuelles
Le parc accueille de nombreuses manifestations sportives et culturelles. Il est utilisé chaque fin de semaine pour des rencontres de cricket, de football et de rugby à XV.
Il est le théâtre chaque année, le 10 octobre, des cérémonies de la fête de l'indépendance et, en août, du festival de l'hibiscus organisé depuis 1956.